# 코카코
코카코(마오리어: Kōkako , /ˈkɔːkəkoʊ/ )는 뉴질랜드에 서식하는 고유종인 칼레아스(Callaeas) 속에 속하는 숲새로, 두 종이 있다. 히나는 멸종 위기에 처한 북섬 코카코(Callaeas wilsoni ) 이고, 다른 하나는 멸종된 것으로 추정되는 남섬 코카코(Callaeas cinereus)이다. 두 종 모두 회청색의 깃털, 검은 안면 무늬, 그리고 목 아래에 늘어진 살을 특징으로 한다. 이 새들은 뉴질랜드 와틀버드라 불리는 새 5종을 포함한 과에 속하며 , 나머지 3종은 티에케 2종과 멸종된 후이아다. 과거에는 뉴질랜드 전역에 널리 퍼져 있었지만, 주머니쥐, 족제비, 고양이, 쥐와 같은 포유류 외래종의 포식으로 개체 수가 급감하였고, 서식 범위도 크게 줄었다. 예전에는 이 새를 뉴질랜드 까마귀로 불리기도 했지만, 실제로는 까마귀와 가까운 친척이 아니며, 단지 멀리서 봤을 때 생김새가 닮았을 뿐이다.

## 분류학
칼레아스 속은 1788년 독일의 자연주의자 Johann Reinhold Forster에 의해 도입되었으며, 당시 남섬 코카코 한 종을 포함하기 위해 만들어졌다. 따라서 남섬 코카코는 이 속의 표본 종이다. 칼레아스라는 속 이름은 수탉의 턱수염을 뜻하는 고대 그리스어 kallaia 에서 유래되었다.
코카코는 뉴질랜드에서의 조류의 초기 확장의 잔재로 보이며, 뉴질랜드 와틀버드의 5종 중 하나이다. 나머지 4종은 멸종 위기의 티에케 2종과 멸종된 후이아다. 뉴질랜드 와틀버드는 스티치버드 외에는 근연 종이 없으며, 다른 새들과의 분류학적 관계는 아직 확립되지 않았다.

## 설명

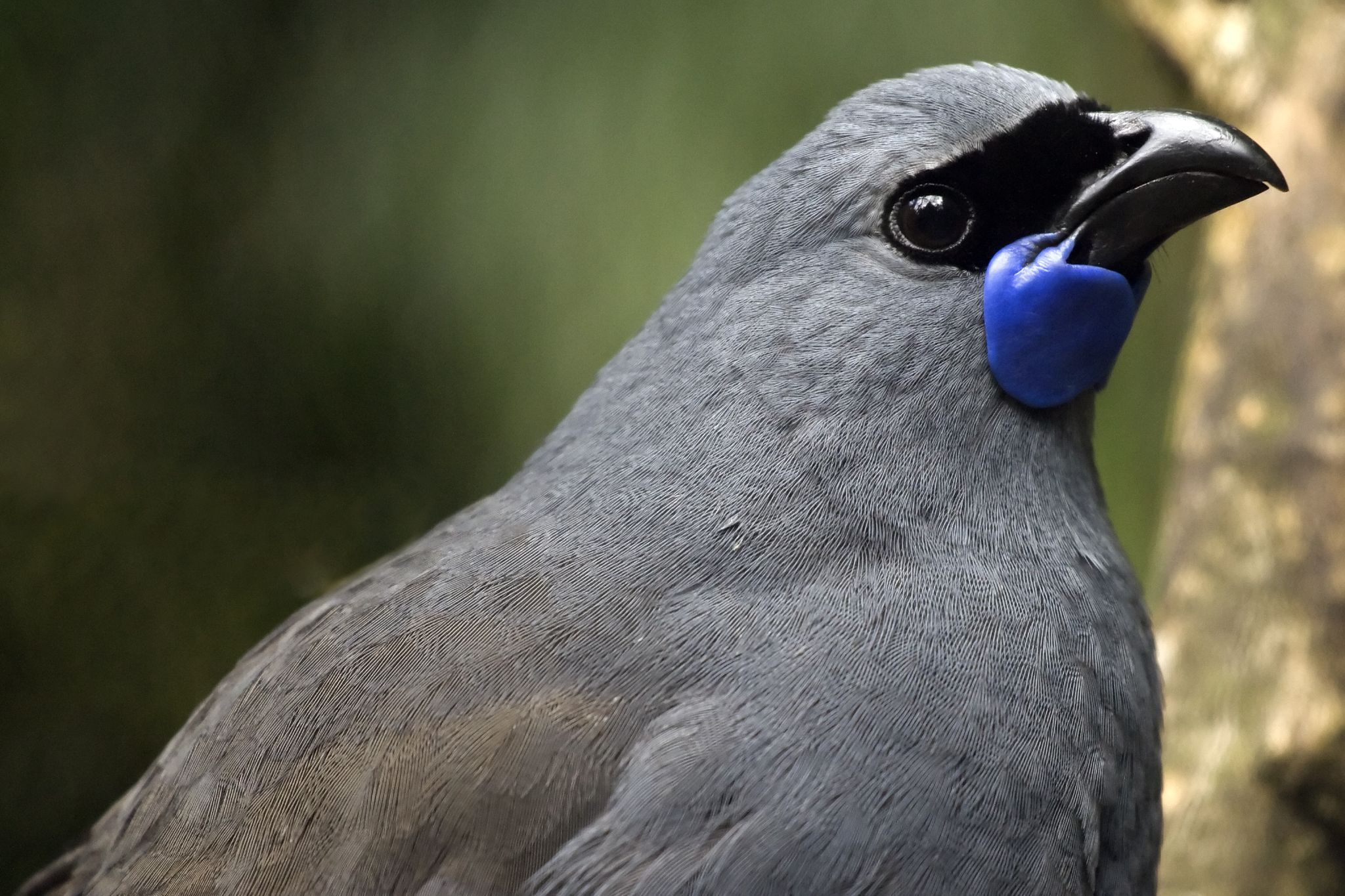
푸른 와틀이 보이는 북섬 코카코의 머리 확대 사진

북섬 코카코(Callaeas wilsoni)는 파란색 와틀(목 밑에 늘어진 살)을 가지고 있지만, 이 색은 나이가 들면서 나타나는 특징으로, 어린 개체의 경우 와틀 색이 연한 분홍색을 띈다. 이에 반해, 남섬 코카코(Callaeas cinereus)는 대부분 주황색 와틀을 가지며, 그 밑동에만 아주 작은 파란색 반점이 있다.

## 행동 특성
코카코는 맑고 장엄한 파이프 오르간 같은 소리로 울며, 그 울음은 수 킬로미터 밖까지도 들릴 정도로 멀리 퍼진다. 번식기에 짝을 이룬 개체들은 새벽 시간대에 최대 한 시간 가까이, 종소리처럼 울리는 이중창으로 운다. 북섬의 지역별 개체군들은 서로 뚜렷이 구분되는 소리로 운다. (남섬 코카코의 개체군이 남아 있는지 여부는 현재로서는 알 수 없다.)
코카코는 비행 능력이 떨어지는 새로, 한 번에 100미터 이상 날지 못하는 경우가 많다. 날개는 비교적 짧고 둥글며 , 대신 회색의 튼튼한 다리로 가지 사이를 뛰어다니며 이동하는 것을 선호한다. 비행보다는 활공에 가까운 방식으로 이동하며, 이런 행동을 할 때는 보통 리무나 마타이 같은 뉴질랜드 토종 침엽수를 타고 올라가 인근 나무로 활강해 이동한다. 이런 생태적 특징은 날다람쥐의 생존 방식과 유사하다는 평가를 받는다. 이 새의 먹이는 잎, 양치식물의 새순, 꽃, 열매, 그리고 무척추동물로 구성된다.

## 코카코와 인간들

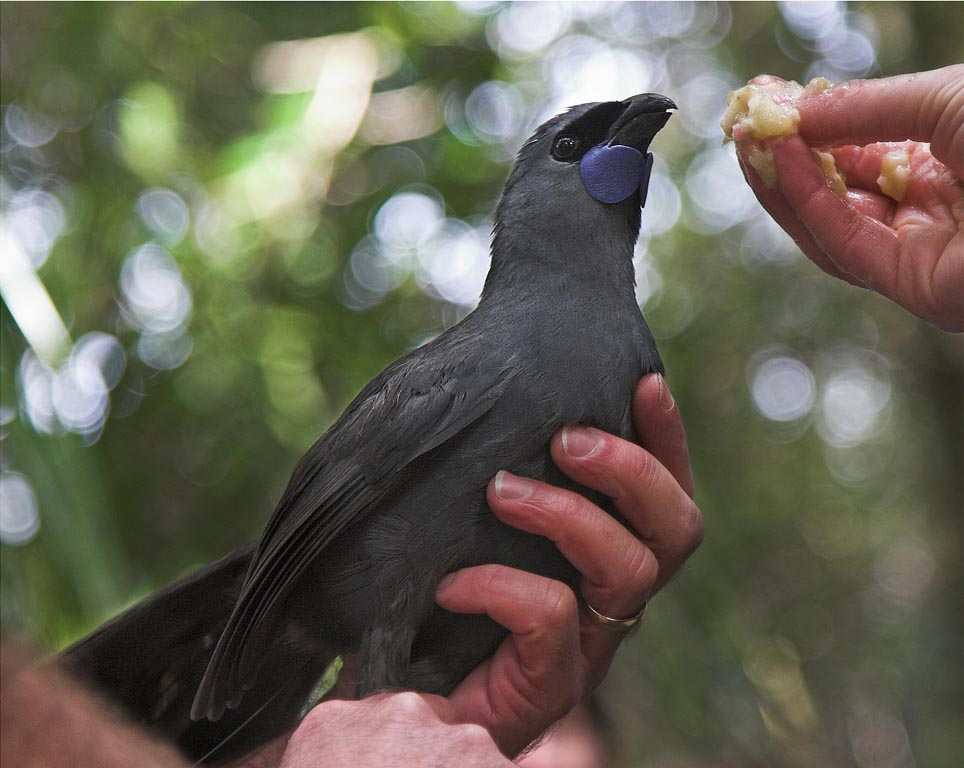
오클랜드 근처 후누아 산맥에서 방사될 예정인 코카코

마오리 신화에서는 코카코에 대한 이야기가 여러 개 존재한다. 그 중 하나로, 코카코가 마모이에게 물을 주었다는 이야기가 있다. 마모이가 태양의 열기에 휩싸여 있을 때, 코카코는 살이 찐 와틀에 물을 채워 마모이에게 물을 제공하여 그의 목마름을 해소해 주었다. 이에 마오이는 코카코의 친절에 보답하며, 코카코의 다리를 길고 강하게 늘려 숲을 쉽게 뛰어다니며 음식을 찾을 수 있게 해주었다.
코카코는 뉴질랜드 50달러 지폐의 뒷면에 등장한다.

## 같이 보기
- 뉴질랜드의 새들
- 와틀

## 추가 자료
- Murphy S.A., Flux I.A., and Double M.C. (2006) "뉴질랜드 북섬과 남섬 코카코(Callaeas cinerea)의 최근 진화 역사: 미토콘드리아 DNA 서열을 통해 추정" Emu 106: 41–48.